# Bistum Rēzekne-Aglona
Das in Lettland gelegene Bistum Rēzekne-Aglona (lat.: Dioecesis Rezeknensis-Aglonensis, lettisch Rēzeknes-Aglonas diecēze) ist ein römisch-katholisches Bistum mit Sitz in Rēzekne. Es wurde 1995 mit der Bulle Ad aptius consulendum durch Johannes Paul II. gegründet. Es untersteht als Suffraganbistum dem Erzbistum Riga, das auch Gründungsbistum war. Sein Territorium entspricht der lettischen Region Lettgallen. Zur Kathedrale (Rēzeknes Jēzus Sirds katedrāle) wurde die dem Heiligsten Herzen Jesu geweihte Hauptpfarrkirche der Stadt erhoben. Erster Bischof des Bistums ist seit 1995 der ehemalige Bischof von Liepāja, Jānis Bulis.
Mit fast einem Drittel Katholiken hat das Bistum Rēzekne-Aglona den zweithöchsten Katholikenanteil in Lettland (nach dem Bistum Jelgava). Im Bistum liegt der bedeutendste und meistbesuchte Wallfahrtsort Lettlands, die Basilika Mariä Himmelfahrt in Aglona.

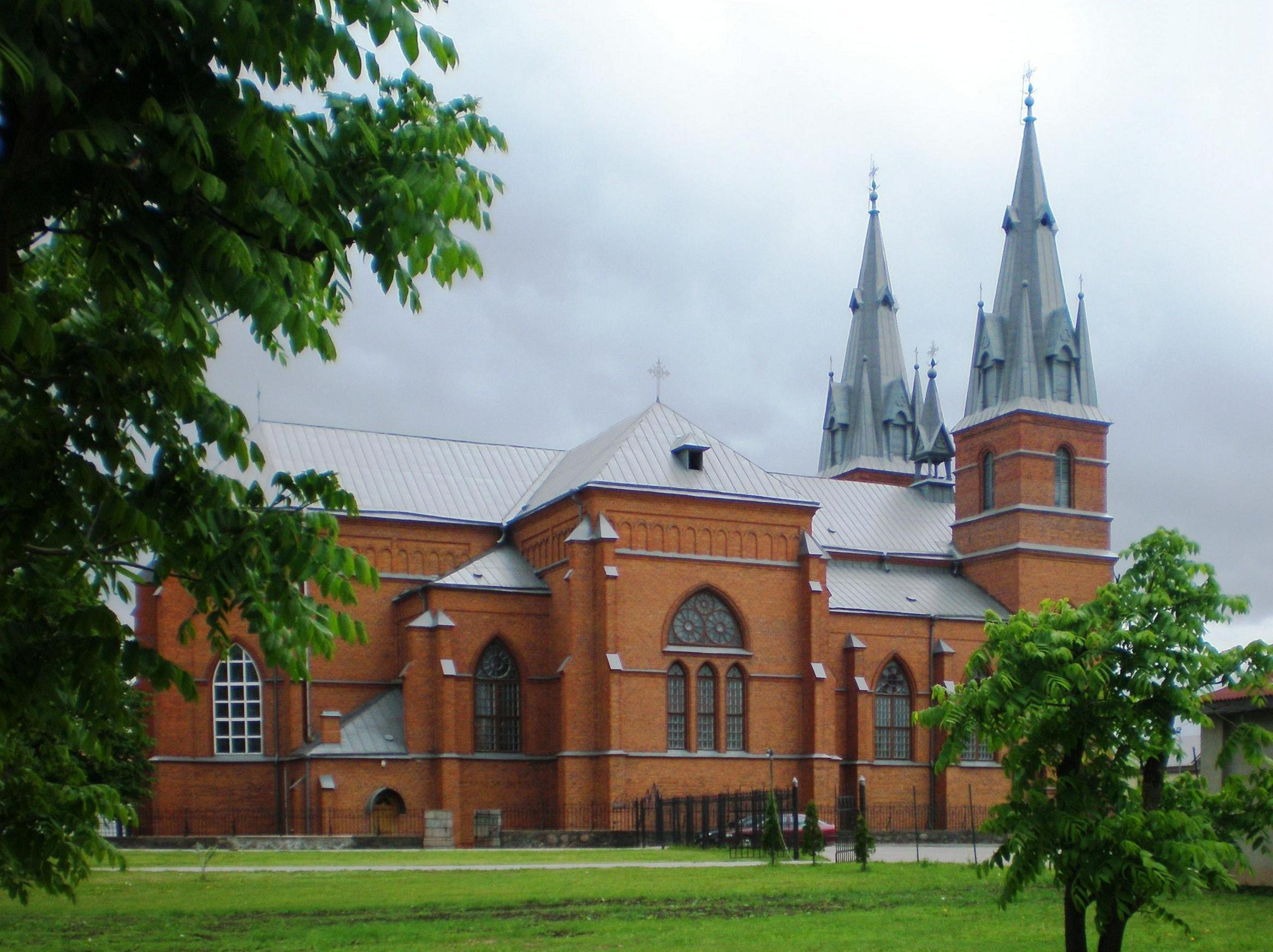
Rēzekne Kathedrale des Heiligen Herzen Jesu, erbaut 1902
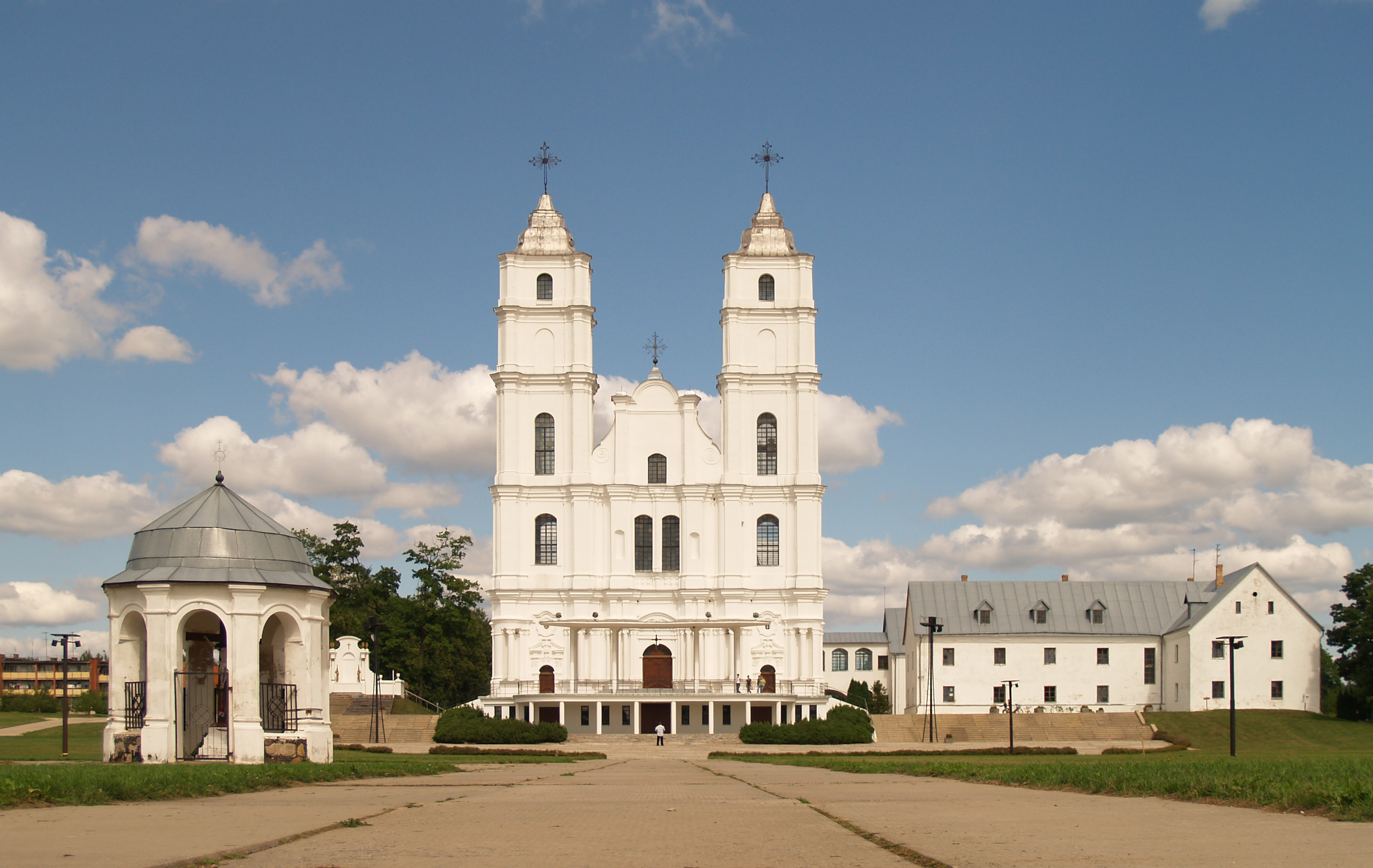
Aglona Basilika Mariä Himmelfahrt, erbaut von 1768 bis 1780
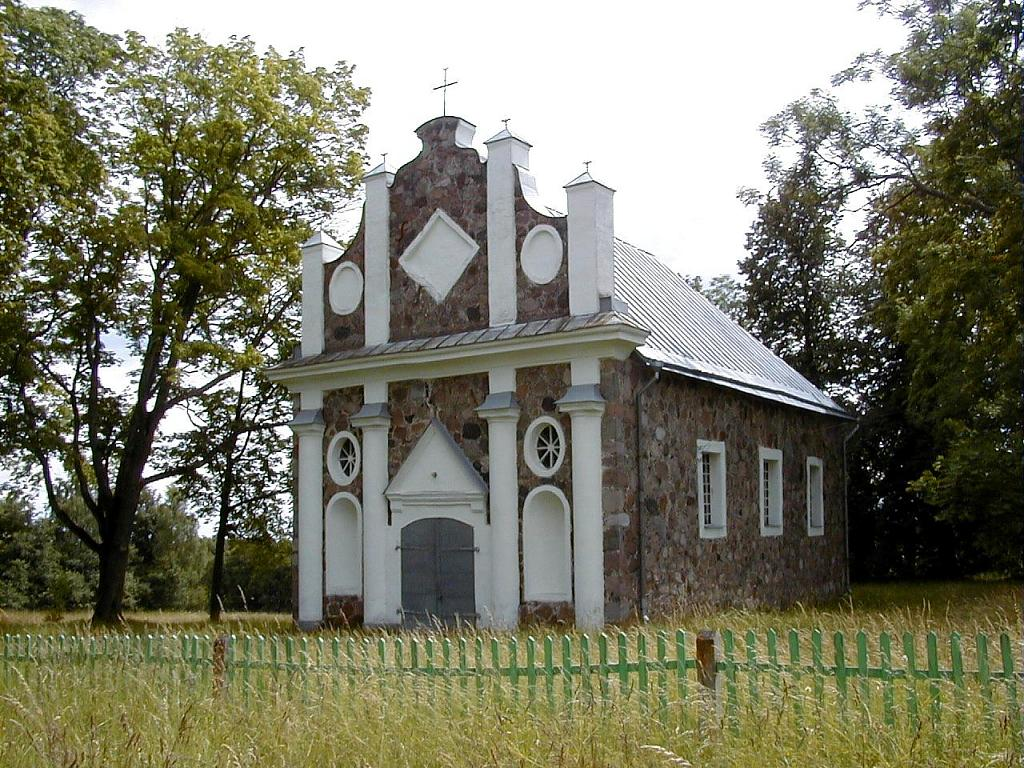
Gosporos (Gemeinde Jersika/Bezirk Līvāni), Kirche St. Maria Magdalene, erbaut 1821
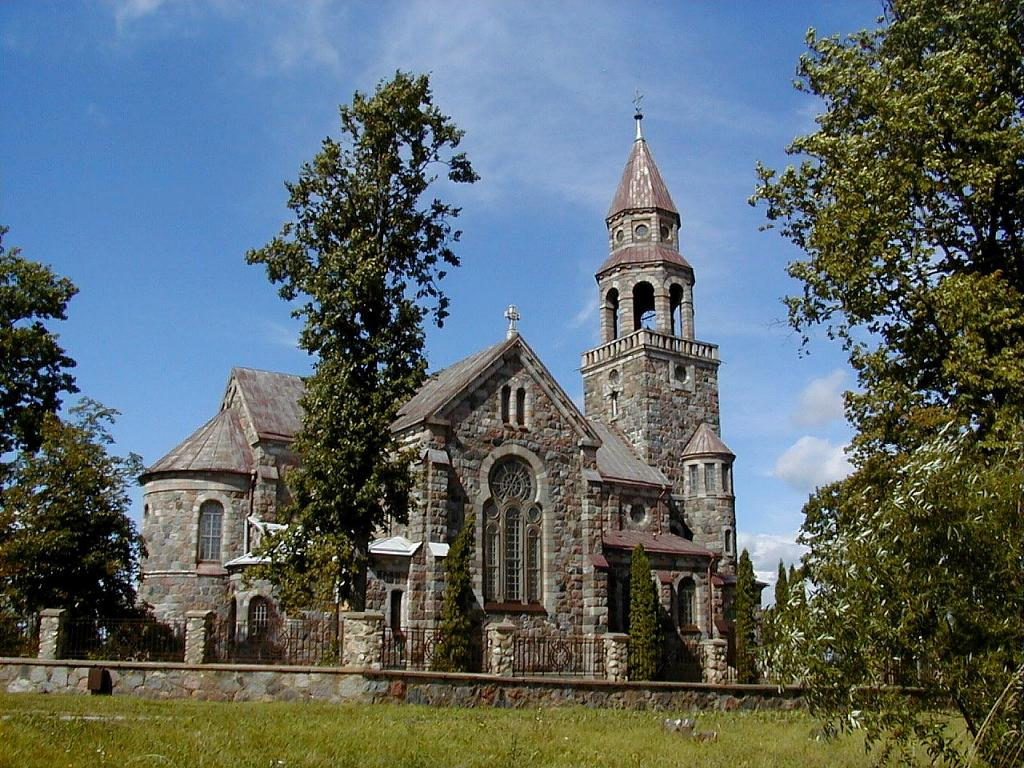
Višķi (Bezirk Daugavpils) Kirche St. Johannes der Täufer, erbaut von 1908 bis 1925, Architekt Karl Eduard Strandmann
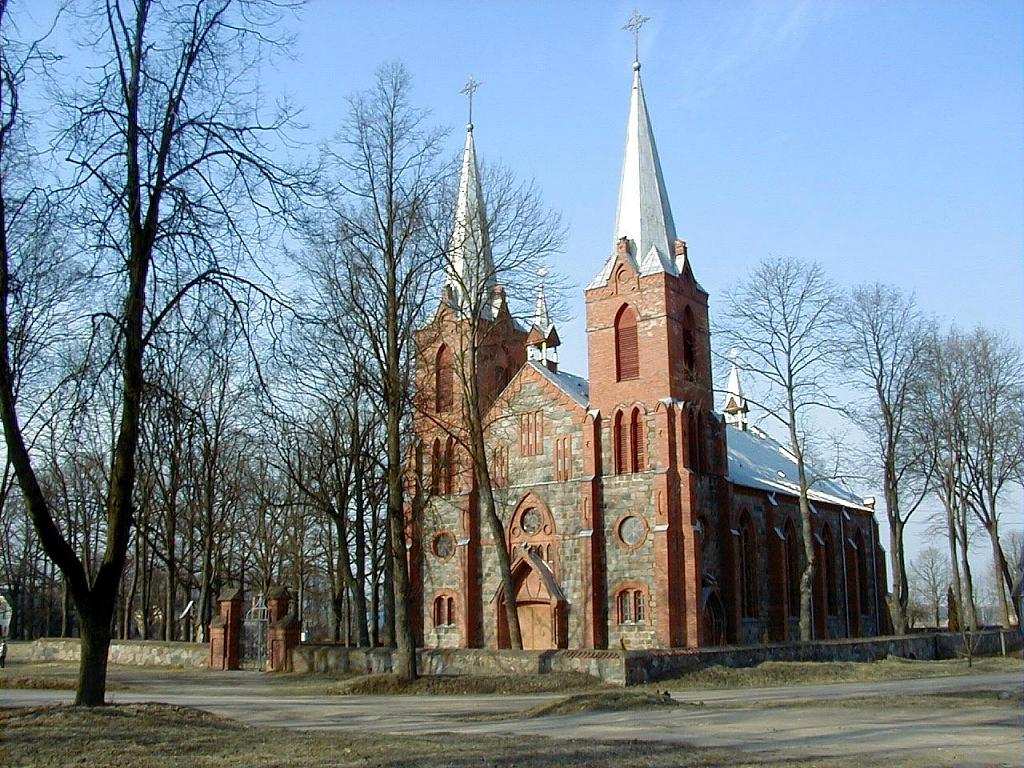
Vidsmuižas (Gemeinde Galēni/Bezirk Riebiņi) Heiliggeistkirche, erbaut von 1910 bis 1912
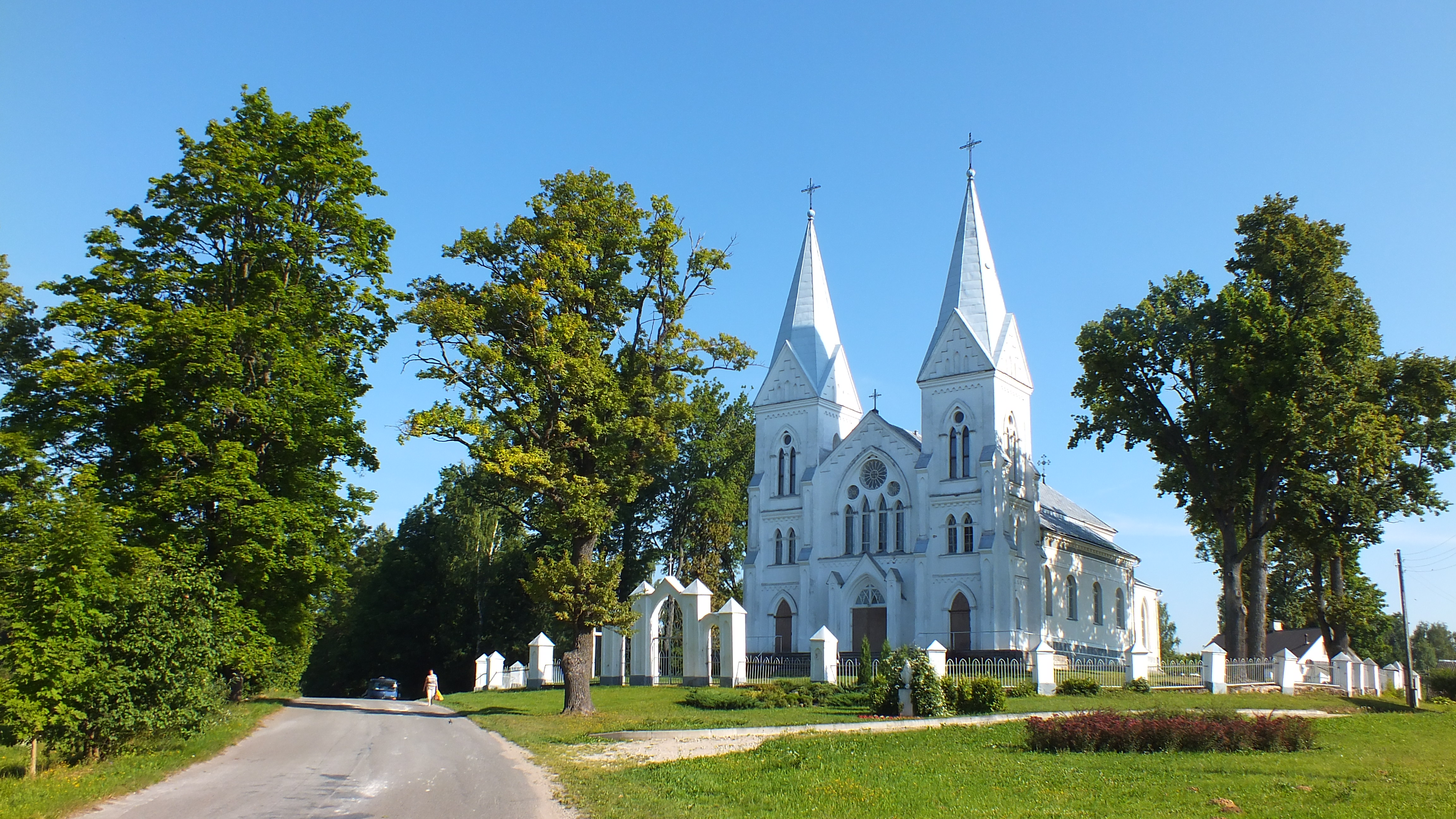
Bikova (Gemeinde Gaigalava, Bezirk Rēzekne) Kirche des Heiligen Herzen Jesu
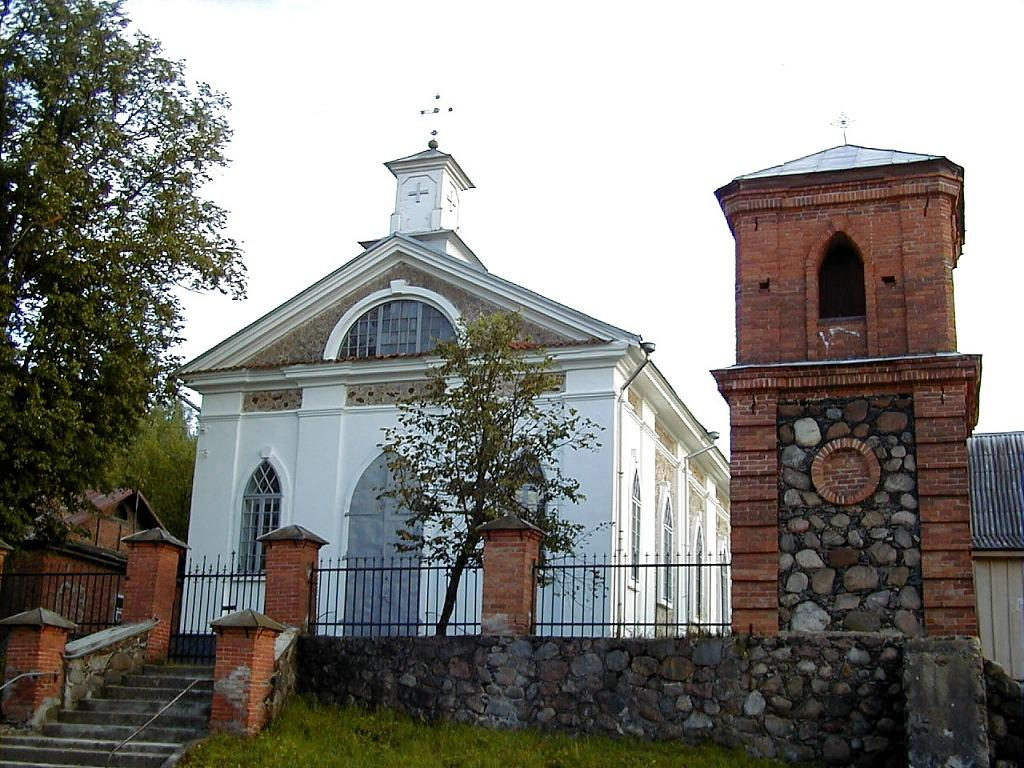
Borovka (Gemeinde Ūdrīši/Bezirk Krāslava) Kirche Unserer lieben Frau, erbaut 1811
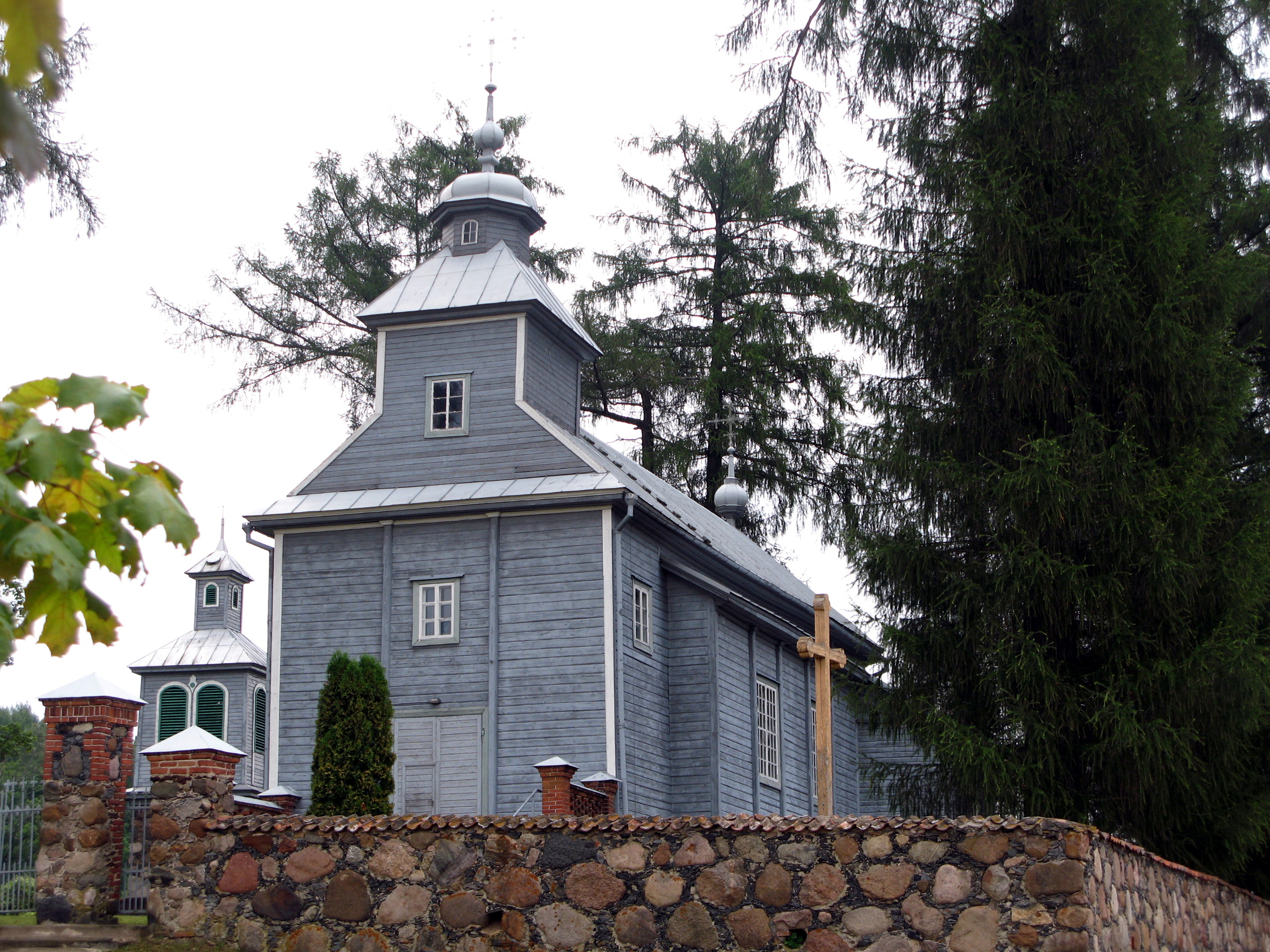
Lielindrica (Gemeinde Kalnieši/Bezirk Krāslava) Kirche Johannes des Täufers, die älteste Holzkirche in Lettland von 1698
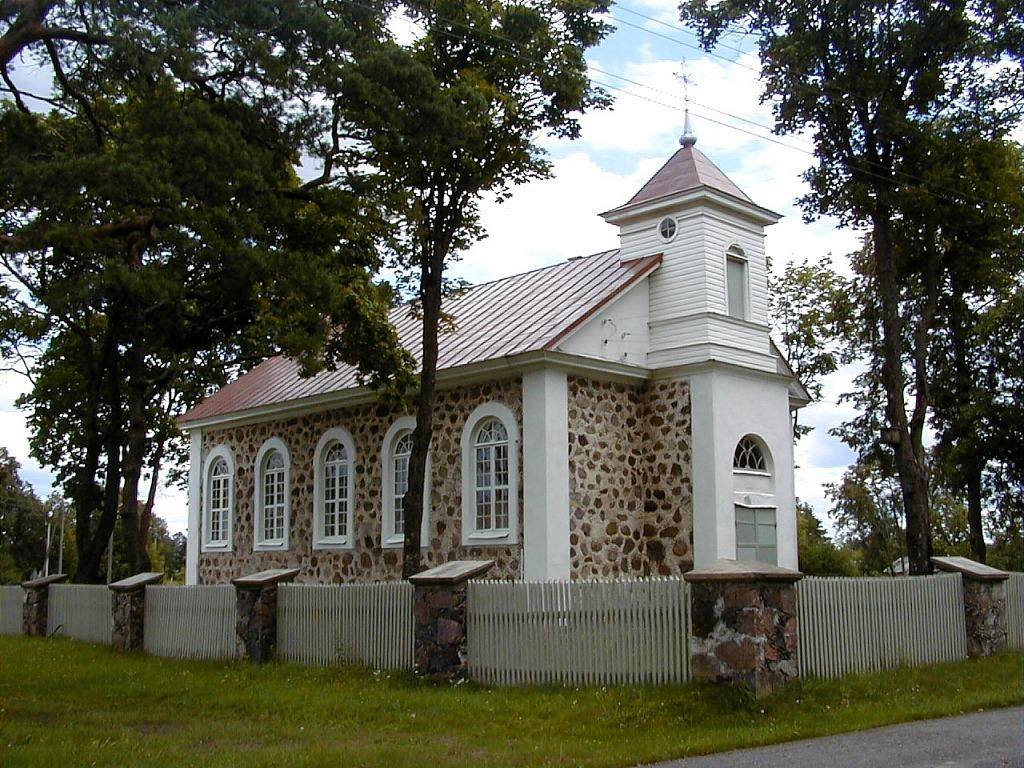
Nagļi (Bezirk Rezekne) Kirche St. Johannes der Täufer, erbaut 1862
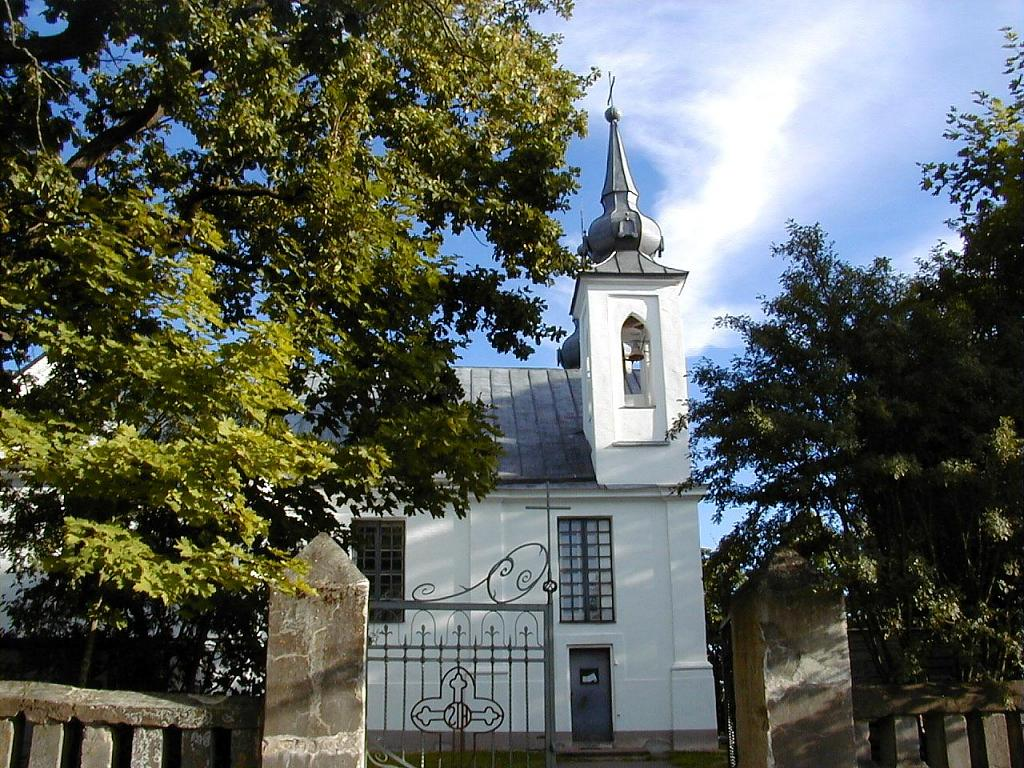
Kaunata (Bezirk Rēzekne) Kirche der Heiligen Jungfrau Maria, erbaut 1850
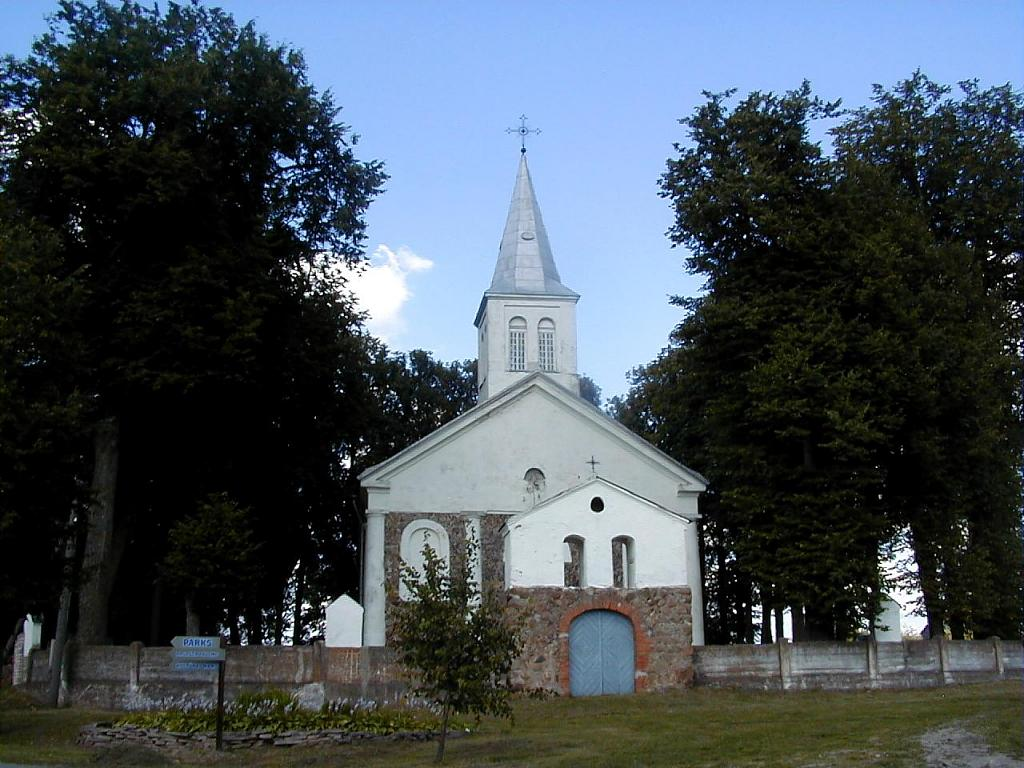
Ozolmuiž (Bezirk Rēzekne) Kirche St. Peter und Paul, erbaut 1820
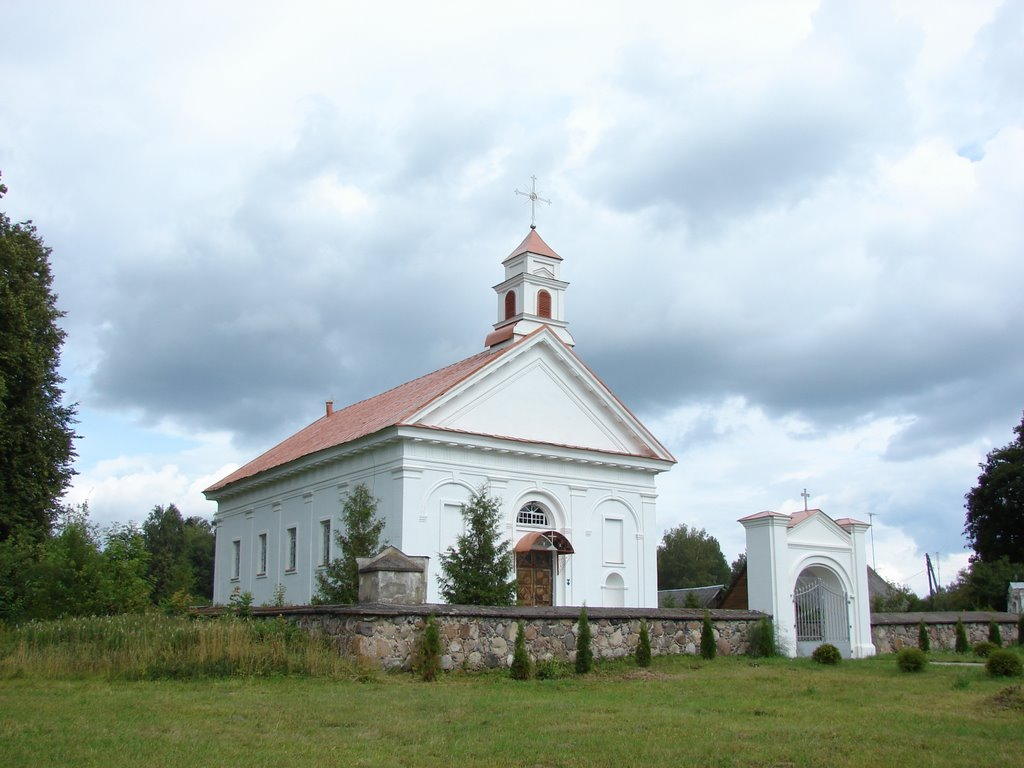
Rikava (Bezirk Rezekne) Kirche der Vorsehung Gottes, erbaut 1829
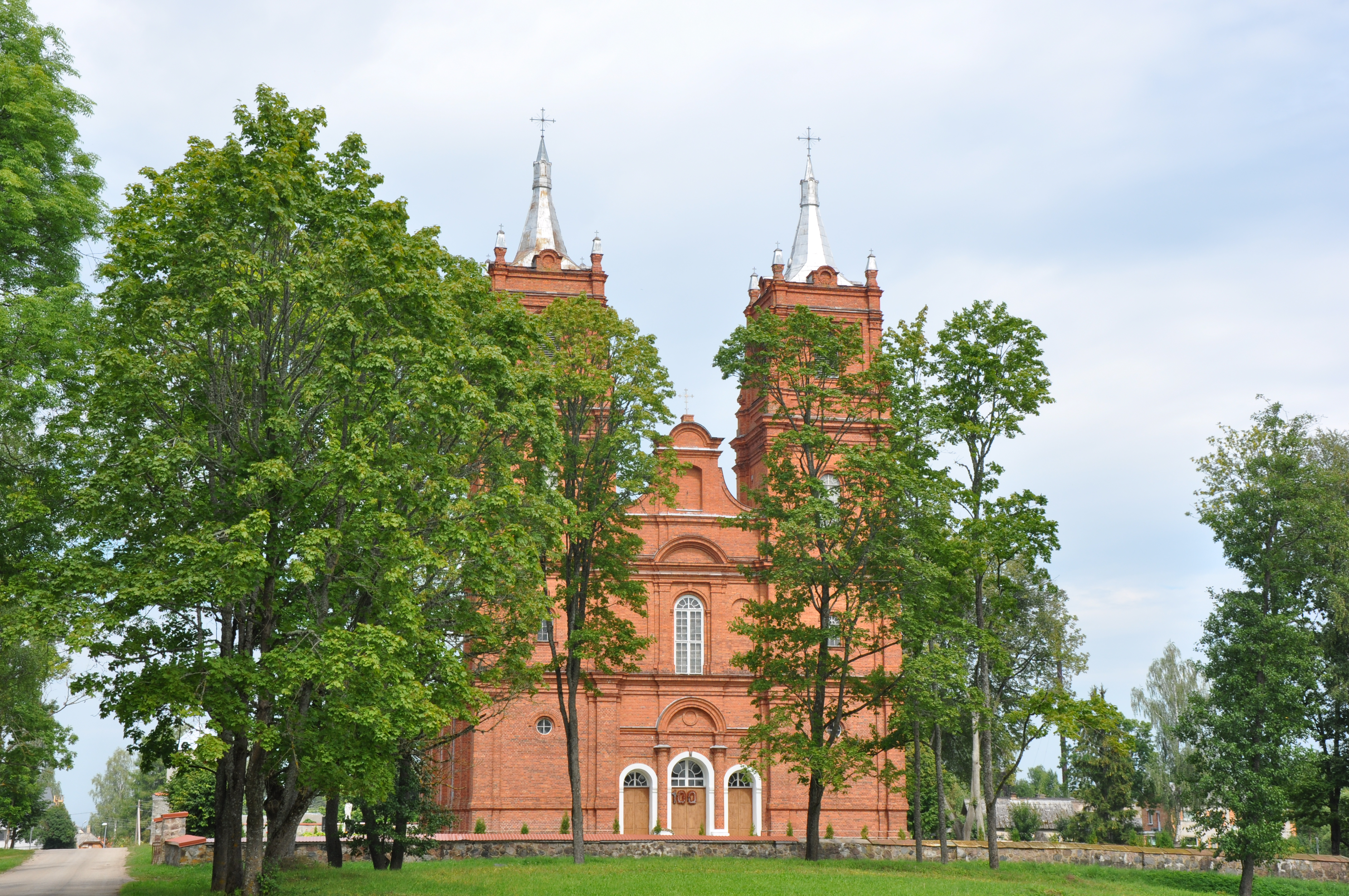
Rogovka (Bezirk Rēzekne) Kirche der Unbefleckten Empfängnis der Jungfrau Maria, erbaut von 1902 bis 1914
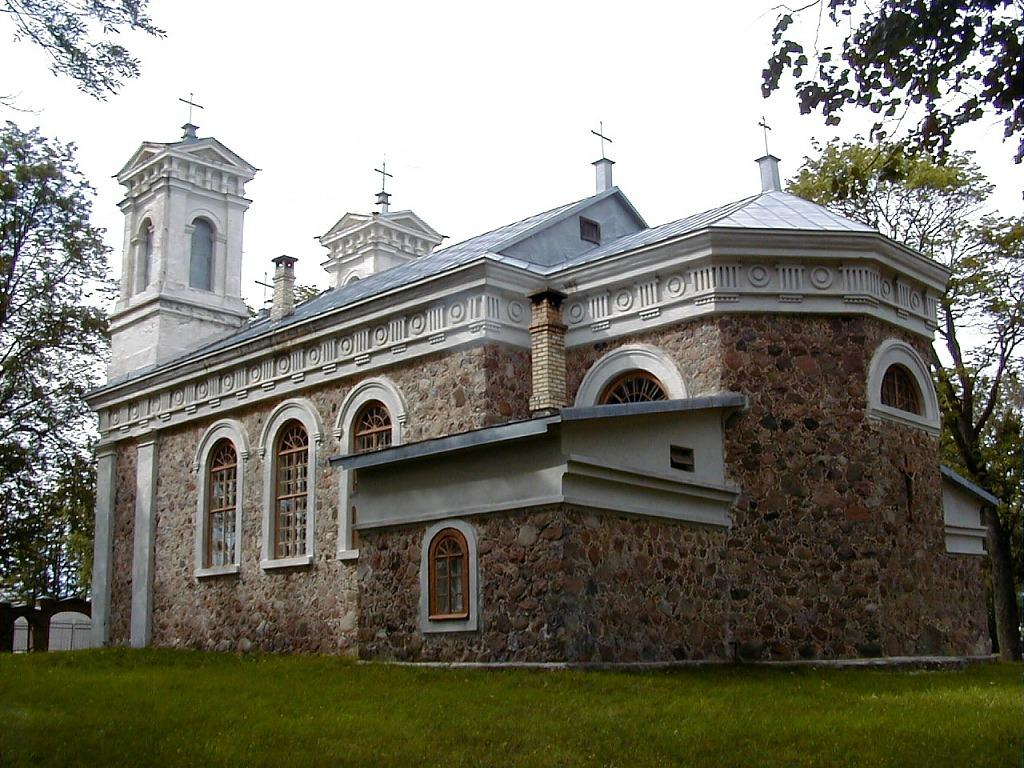
Pušmucova (Bezirk Ludza) Kirche der Verkündigung der Jungfrau Maria, erbaut von 1850 bis 1852
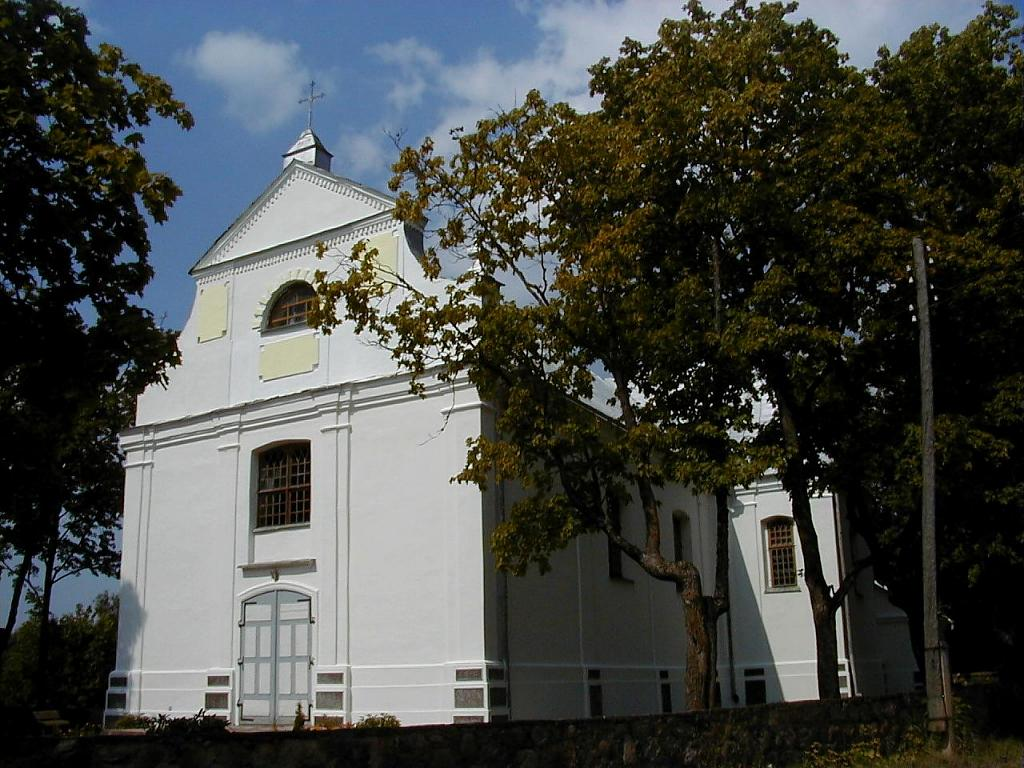
Asūne (Bezirk Kraslava) Kirche der Erhöhung des Heiligen Kreuzes, erbaut von 1816 bis 1819
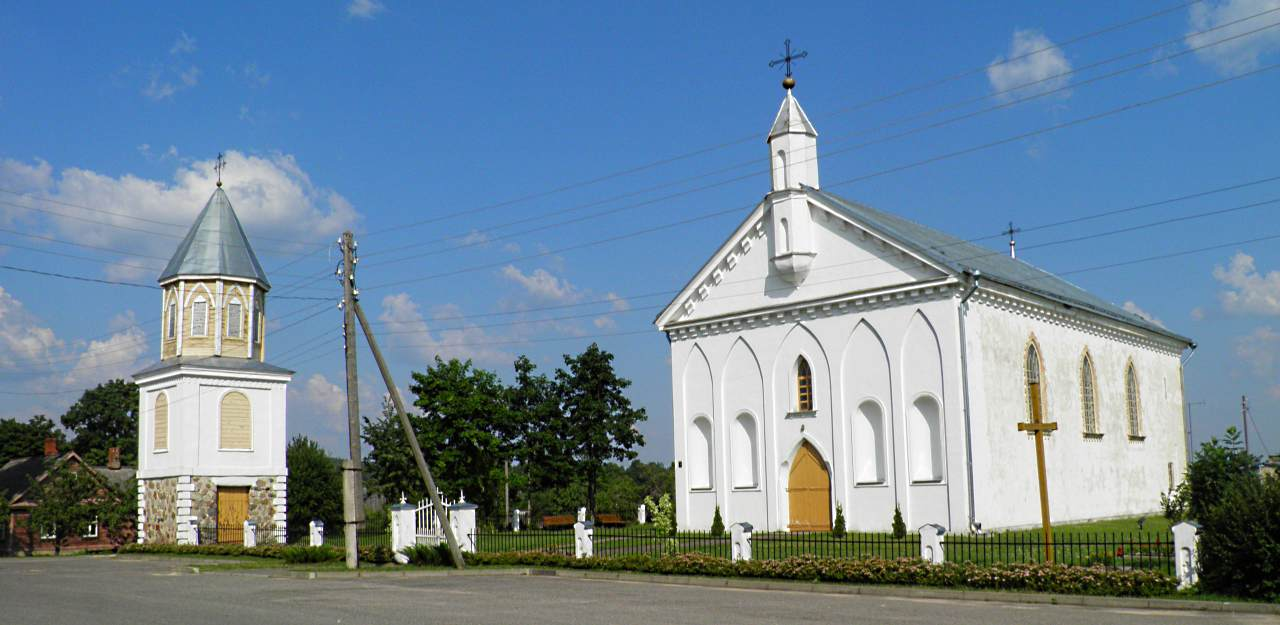
Andrupene (Bezirk Kraslava) Kirche der Heiligen Jungfrau Maria, erbaut von 1849 bis 1850